# فاضل ساي
فاضل ساي ((بالتركية: Fazıl Say)‏) (مواليد 14 يناير 1970 في أنقرة)، هو ملحن وعازف بيانو تركي بدأ مسيرته الفنية عام 1984.

## مسيرته
بدأ فاضل التأليف بسن مبكر حيث ألف أول مؤلفاته الموسيقية وهو 14 عاماً سنة 1984، عندما كان طالباً في معهد في أنقرة، ودرس على العديد من الآلات الموسيقية كالبيانو، والكمان والغيتار.

## وصلات خارجية
- فاضل ساي على موقع IMDb (الإنجليزية)
- فاضل ساي على موقع مونزينجر (الألمانية)
- فاضل ساي على موقع ميوزك برينز (الإنجليزية)
- فاضل ساي على موقع أول ميوزيك (الإنجليزية)
- فاضل ساي على موقع ديسكوغز (الإنجليزية)

- الموقع الرسمي